# Castrul roman Largiana
Castrul roman Largiana se găsește pe teritoriul localității Românași, județul Sălaj, Transilvania.